# Milkshaking

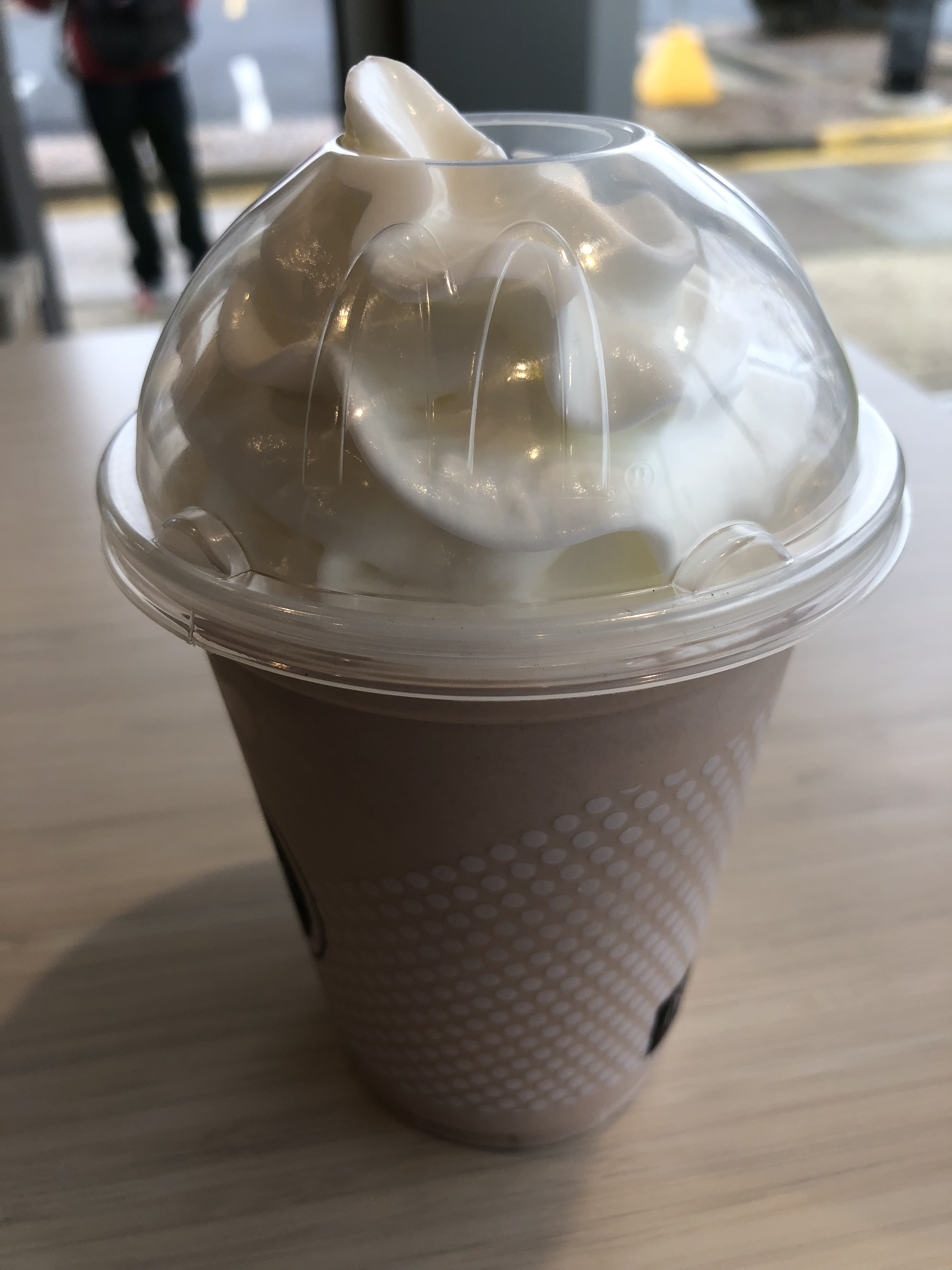
Un batido servido en un recipiente descartable.

Milkshaking es un término del inglés que se refiere al uso de batidos (milkshake en inglés) y otras bebidas como un medio de protesta política de una manera similar a los huevazos o tartazos. El blanco de un milkshaking generalmente es cubierto con un batido que se lanza desde una taza o botella. La tendencia ganó popularidad en el Reino Unido en mayo de 2019 durante las elecciones al Parlamento Europeo y se utilizó principalmente contra políticos y activistas de derecha y de extrema derecha, como Tommy Robinson, Nigel Farage, Carl Benjamin y miembros del Partido de la Independencia del Reino Unido (UKIP) y el Partido del Brexit.

## Historia
Se cree que la práctica y su uso para atacar a políticos de derecha han ganado popularidad luego del huevazo del político islamofóbico de extrema derecha australiano Fraser Anning en Australia por un adolescente en marzo de 2019, que recibió una respuesta violenta de Anning y su séquito. Tommy Robinson fue la primera figura importante en recibir un milkshaking, habiendo sido arrojado un batido como proyectil en Bury el 1 de mayo y otro al día siguiente en Warrington mientras hacía campaña. Robinson respondió al segundo incidente golpeando a que lanzó el batido, que luego fue acosado por los partidarios de Robinson y recibió amenazas de muerte. Carl Benjamin, un candidato del UKIP, recibió un milkshaking cuatro veces mientras hacía campaña en Salisbury, Truro y Totnes.
El exlíder del UKIP Nigel Farage fue golpeado por un batido de Five Guys en Newcastle upon Tyne el 20 de mayo por un hombre de 32 años arrestado por la policía por agresión común. Más tarde, culpó el ascenso del milkshaking a los «remainers radicalizados» (remainers siendo el nombre dado a aquellos que se oponen a la salida del Reino Unido de la Unión Europea) y dijo que interrumpía la campaña normal. Se creó una campaña de micromecenazgo falsa supuestamente para financiar la compra de un traje nuevo para Farage después del milkshaking, pero que en realidad donaba sus ganancias a una organización benéfica contra el cáncer. Unos días más tarde, Farage se encerró en su autobús de campaña después de llegar a Kent para hablar con sus partidarios, mientras un grupo de personas que sostenían batidos observaban en las cercanías.
La policía local pidió a un restaurante de McDonald's en Edimburgo que dejara de vender la bebida durante una visita de campaña de Farage en mayo de 2019. Burger King respondió en Twitter promocionando sus batidos en Escocia, que fue criticada por partidarios de Farage por presuntamente incitar a la violencia. El acto en general fue criticado por varios comentaristas políticos, incluido el ex primer ministro del Reino Unido Tony Blair, que lo acusaron de ser una puerta de entrada a la violencia política, mientras que otros argumentaron que era una protesta inofensiva.
En el día de las elecciones europeas, varios medios informaron que un veterano del ejército de 81 años que llevaba una roseta del Partido del Brexit fue arrojado un batido lanzado por otro hombre. Sin embargo, los informes fueron criticados en redes sociales, y usuarios de Twitter argumentaron que se había falsificado utilizando yogur. El activista contra el Brexit Alastair Campbell criticó el incidente, calificándolo de «sin evidencia» y mencionó que los perpetradores de un milkshaking usualmente se filman a sí mismos; el Partido del Brexit respondió a los comentarios de Campbell diciendo que «deben ser miserables quienes suponen que todo el mundo, incluido un veterano del ejército de 81 años, está actuando de mala fe».
Anticipándose a la visita de Estado del presidente de los Estados Unidos, Donald Trump, al Reino Unido en junio de 2019, el grupo «Milkshakes Against Racism» organizó una reunión en Trafalgar Square para darle la bienvenida con batidos como símbolo de protesta. Un partidario pro-Trump fue golpeado en la cara con un batido durante las protestas del 4 de junio.
Se informó que el congresista estadounidense Matt Gaetz fue el primer político de los Estados Unidos en recibir un milkshaking, en un evento municipal en Pensacola, Florida, pero la bebida fue descrita más tarde como un «líquido rojo» no identificado por la policía.

## Análisis y ética
La ola de incidentes de milkshaking en 2019 provocó una discusión en los medios de comunicación sobre los motivos por los que se adoptó como táctica de protesta y si era éticamente justificable o no. El filósofo Benjamin Franks sugirió que el uso de determinados productos alimenticios en la protesta política había sido históricamente un asunto práctico, y señaló que si bien «hoy en día, llevar huevos crudos a una reunión nacionalista requeriría algo de trasfondo para justificarlo si era cuestionado por la policía», hasta hace poco tiempo, un batido no habría despertado la misma sospecha. También argumentó que el batido «es claramente efectivo para hacer que la víctima se sienta incómoda y se vea ridícula». Ivan Gololobov, un académico de política de la Universidad de Bath, destacó la importancia del «seguimiento en línea» de la política de protesta moderna, y observó que el hecho de arrojar un batido a alguien que intentaba presentarse como una figura política seria y creíble era una forma efectiva de socavar su imagen. Al escribir para Vice, Jazmine Sleman sugirió que el milkshaking era una forma de acción de dilema que creaba «una situación de pérdida-pérdida para la oposición ... porque no hay una buena manera de responder a un milkshaking». Matt Ford de The New Republic afirmó que el milkshaking era efectivo contra los líderes de la extrema derecha debido a su potencial para humillarlos: «Nada anima a la extrema derecha o da forma a su cosmovisión tanto como el deseo de humillar a los demás, y el temor de ser humillados ellos mismos».
Críticas al milkshaking provinieron principalmente de las voces de la derecha, aunque también se opusieron algunos comentaristas centristas y de izquierda. Raheem Kassam, editor en jefe de Human Events y exasesor de Farage, afirmó que «las grandes empresas globales ahora se están moviendo en el territorio de alentar activamente la violencia política hacia los conservadores», citando el tuit de Burger King. Al escribir para The Washington Examiner, Madeline Fry argumentó que «lanzar comida a tus oponentes no los deslegitima», y que la táctica hizo que las personas que la usan se vean «infantiles».
Respecto al milkshaking de Farage, el liberal demócrata Tim Farron tuiteó que «la violencia y la intimidación son malas, no importa a quién se dirigen. Además, solo hace que el hombre sea un mártir, juega en su favor». Al escribir para The Independent, Kate Townshend dijo que si bien se oponía a la política de la extrema derecha, «por un lado, nadie debería tener que caminar por temor a que le tiren cosas, pero por el otro, una cara temporalmente cubierta de leche es también simplemente no una reparación satisfactoria». Josh Marshall escribió para Talking Points Memo que, si bien entendía por qué la táctica se había puesto de moda, no estaba de acuerdo con la práctica, en parte porque «no le resultaría gracioso» si manifestantes de la derecha realizaran un milkshaking o un tartazo a políticos liberales, pero también porque «le damos mucha importancia social a la creación de una línea entre las palabras y la autonomía física ... Es un impulso que no debemos dejar de lado simplemente porque encontramos a alguien detestable». Ricky Gervais tuiteó que, aunque estaba a favor de permanecer en la Unión Europea, se oponía a lanzar cosas a personas con las que no estaba de acuerdo: «Eso significaría que me había quedado sin buenos argumentos. También significaría que merezco un golpe en la boca». Brendan Cox, el viudo de la parlamentaria laborista asesinada Jo Cox, dijo que si bien se oponía a las políticas de Farage, creía que arrojar objetos a los opositores políticos «normaliza la violencia y la intimidación y debemos oponernos constantemente a ello».
Algunos observadores se mostraron en desacuerdo con la caracterización del milkshaking como un acto de violencia. Al escribir para el New Statesman, Jonn Elledge argumentó que «es mucho menos violento que, digamos, prometer 'recoger un rifle' si no se entrega el Brexit», como Farage había hecho en 2017, y que «la idea de que lanzar un batido es violencia, pero el incitar al odio contra los grupos minoritarios no lo es, es responsable de una porción decente de todos los problemas políticos del mundo». Alexander Blanchard, investigador de la Queen Mary University of London, argumentó que el milkshaking no constituía violencia, ya que «por casi todas las definiciones, la violencia política implica infligir daño intencionalmente», mientras que según los involucrados en milkshaking, a lo sumo lo que intentaron fue humillar a sus blancos. También destacó la historia de usar «proyectiles pequeños e inofensivos» tales como huevos como parte de un sentido de teatralidad de las campañas políticas en Gran Bretaña, sosteniendo que los actos de milkshaking no excedieron este nivel de controversia. Dan Kaszeta, un consultor de seguridad con sede en Londres que trabajó anteriormente para la Oficina Militar de la Casa Blanca y el Servicio Secreto de los Estados Unidos, se mostró en desacuerdo con la afirmación de Sam Harris de que los milkshakings eran «asesinatos simulados»: «Actos de protesta política suceden. Actos de violencia política ocurren. Hay una cierta superposición entre los dos. Pero lanzar un batido, si bien es fundamentalmente inapropiado, incivil y posiblemente criminal ... no es lo mismo que lanzar un ladrillo o disparar un rifle». Del mismo modo, después de que Robinson recibiera un milkshaking, el miembro conservador del parlamento Johnny Mercer declaró que «esto no es violencia política ... es un batido».